# Conversa Acabada
Conversa Acabada és una pel·lícula portuguesa, dirigida per João Botelho, l'any de 1981. Es va fer en el 120è aniversari del naixement de Fernando Pessoa, i és una pel·lícula sobre Fernando Pessoa i Mário de Sá-Carneiro.
Es tracta d'una obra exemplar per la barreja de profunda comprensió i tensa lucidesa amb què mostra els casos i textos de dos amics mutilats en l'ànima: Fernando Pessoa i Mário de Sá-Carneiro.

## Repartiment
- Fernando Cabral Martins - Fernando Pessoa
- André Gomes - Mário de Sá-Carneiro / A Confissão de Lúcio: Lúcio
- Juliet Berto - Helena
- Jorge Silva Melo - Destacat / Faust
- Luiz Pacheco - Persona a la mort
- Manoel de Oliveira - Sacerdot
- Elsa Wallencamp - Monja
- António Wagner - Presentador de cabaret
- Helena Afonso - Cantant
- Nuno Vieira de Almeida - Pianista
- Rogério Vieira - José Augusto
- Helena Domingos - Lectors: 1r i últim poema (veu)
- Susana Reis - Lectors: Alberto Caeiro (veu)
- Joaquim Furtado - Lectors: Álvaro de Campos (veu)
- Maria de Saisset - Lectors: Ricardo Reis (veu)
- António Barahona - Lectors: ortònim de Pessoa (veu)
- Osório Mateus - Lectors: Mário de Sá-Carneiro (veu)
- Zita Duarte - Mariner: 1r vetllador
- Isabel de Castro - Mariner: 2n vetllador
- Wisteria Quartin - Mariner: 3r vetllador
- Isabel Ruth - Confessió de Lucio: Mad Americana
- João Perry - Confessió de Lucio: Ricardo
- Leonor Pinhão - Confessió de Lucio: Marta
- Alexandra Lencastre

## Recepció
Va rebre el premi Glauber Rocha al Festival de Figueira da Foz, el Gran Premi al Festival d'Anvers i va ser considerada una de les millors pel·lícules de 1982 per la revista Cahiers du cinéma.